# Plerocercoide

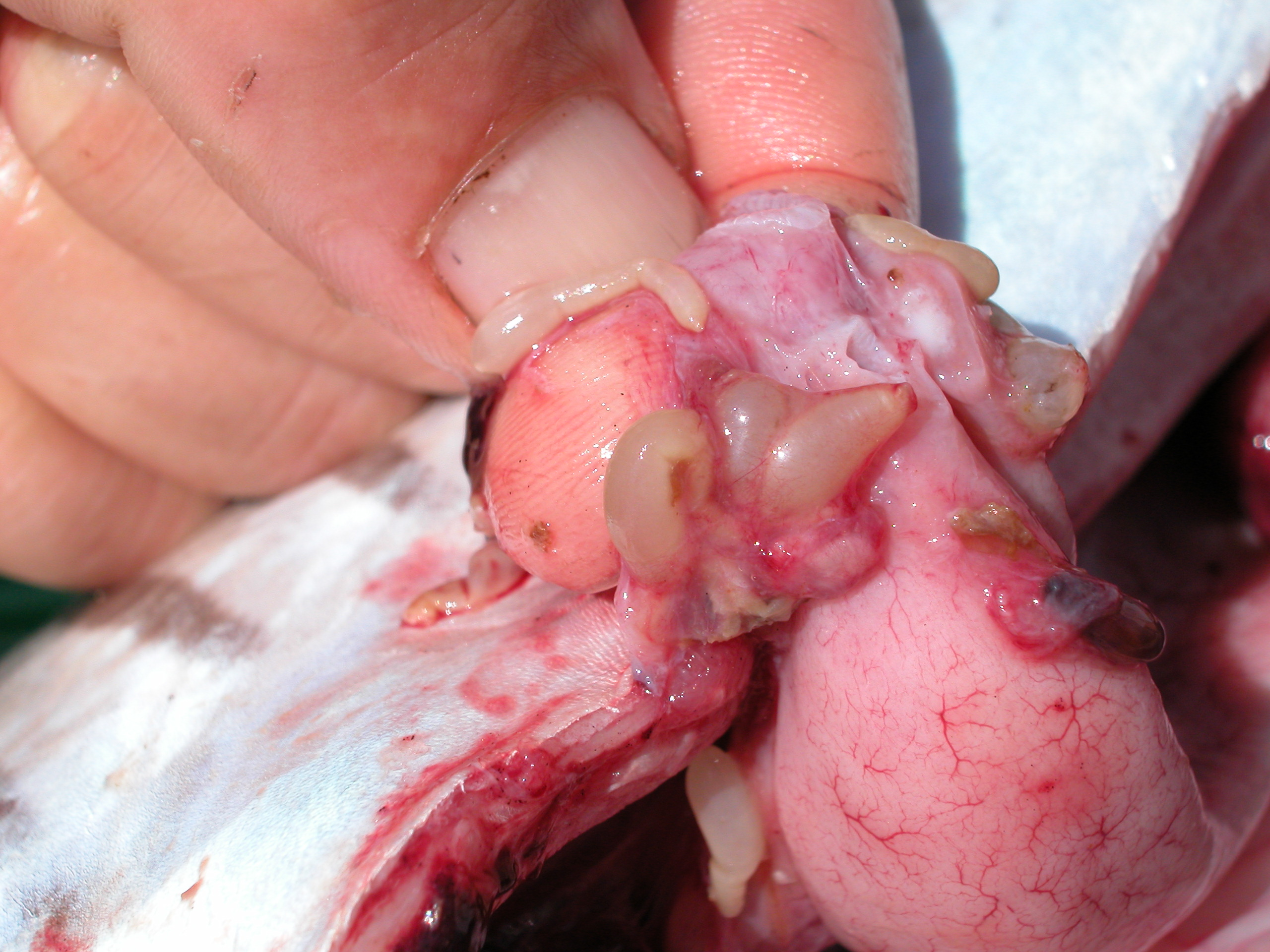
Plerocercoide de Callitetrarhynchus gracilis en la cavidad corporal del pez Scomberomorus commerson

La plerocercoide es el último estadio larvario de diversos cestodos con ciclos de vida acuáticos, como es el caso de Diphyllobothrium latum. En Diphyllobothrium, el procercoide, estadio larvario previo, es ingerido por peces como el lucio o el salmón, y en su interior pasa a la fase de plerocercoide, que continuará su ciclo de transformación en un mamífero ictiófago al ser ingerido por éste.
- Datos: Q788155